# Lingua spagnola amazzonica
Lo spagnolo amazzonico (español amazónico), anche denominato spagnolo Loreto-Ucayali o spagnolo della giungla (español de la selva), è un insieme di dialetti spagnoli parlati in Perù, Brasile e Colombia.

## Distribuzione geografica
Lo spagnolo amazzonico è parlato in Amazzonia, specialmente nelle regioni amazzoniche peruviane di Loreto e Ucayali. È anche parlato nelle aree brasiliane adiacenti alle suddette regioni e nel Dipartimento di Amazonas della Colombia.

## Classificazione
Lo spagnolo amazzonico è talvolta classificato come una lingua separata dallo spagnolo standard (ad esempio secondo Ethnologue) poiché non condivide alcune caratteristiche fonetiche dello spagnolo ma, essendo reciprocamente intelligibile con lo spagnolo standard, potrebbe più opportunamente considerarsi un dialetto dello spagnolo piuttosto che un linguaggio indipendente.

## Fonologia
In posizione iniziale, [f] e [x] sono allofoni, ad esempio, Juana viene pronunciato /fana/.
Lo spagnolo amazzonico ha incorporato molte parole ed espressioni prese in prestito dalle lingue indigene locali.

## Grammatica
Una delle caratteristiche che distinguono lo spagnolo amazzonico è il modo di costruzione della forma possessiva mediante l'anteposizione del genitivo ed il doppio possessivo. Es. De Antonio sus amïgas anziché Las amigas de Antonio oppure Le preguntó a la yaminahua en mi delante anziché lo standard Le preguntó a la yaminahua delante de mi ("Lo chiese alla Yaminahua di fronte a me").